# Pit de lluna del Chaco
El pit de lluna del Chaco ( Melanopareia maximiliani ) és una espècie d'ocell de la família dels melanopareids (Melanopareiidae) que habita sabanes i zones arbustives del centre i sud-est de Bolívia, oest del Paraguai i nord-oest de l'Argentina.